# Silberhorn (Neuseeland)
Das Silberhorn ist ein Berg der Neuseeländischen Alpen im Mount-Cook-Nationalpark auf der Südinsel Neuseelands. Der Berg ist 3300 m hoch. Benannt wurde er Ende des 19. Jahrhunderts nach seiner Ähnlichkeit zum Silberhorn in der Schweiz. 1895 bestiegen Edward Arthur FitzGerald, Matthias Zurbriggen und Jack Clark den Gipfel als erstes.